# Adolph Sierich

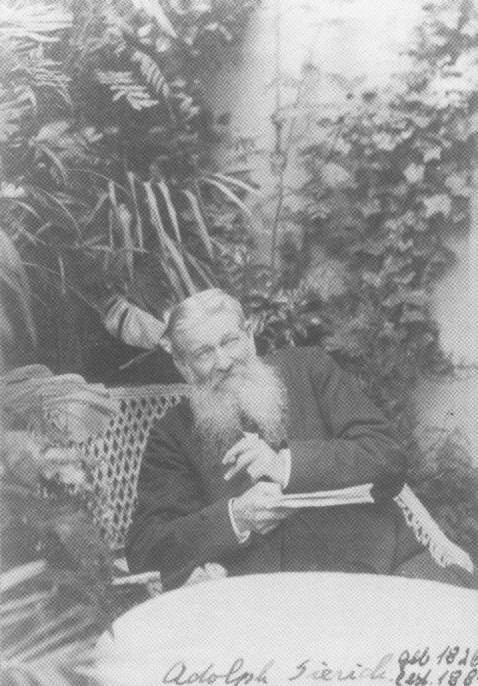
Adolph Sierich in den 1880ern

Adolph Sierich, auch Adolf (* 26. April 1826 in Hamburg; † 7. Mai 1889 in Hamburg-Winterhude) war ein deutscher Goldschmied und Großgrundbesitzer in Winterhude.

## Leben
Der Sohn des Goldschmieds Johann Friedrich Bernhard Sierich und seiner Frau Anna Dorothea Meyer erlernte den Beruf des Vaters. Dieser hatte 1839 in Winterhude den Hinschenhof erworben. Der Hof wurde für Sierich nach dem Tod des Vaters 1850 der Grundstock zum Auf- und Ausbau Winterhudes, das seit 1894 zu Hamburg gehört. 1854 erwarb Adolph Sierich auf dem Krohnskamp an der Barmbeker Straße eine neue Hofstelle. Dort errichtete er die Sierich Villa, zwei riesige Scheunen und einige Katen. Die Villa wurde 1957 abgerissen. Der Goldbekkanal wurde von Sierich Anfang der 1860er Jahre schiffbar gemacht, um die industrielle Erschließung Winterhudes zu fördern.
Sierich war von 1871 bis 1876 Mitglied der Hamburgischen Bürgerschaft.

### Familie
Sierich heiratete in erster Ehe Maria-Louise Lembcke und in zweiter Ehe am 8. Juni 1864 in Hamburg Clara Octavia Repsold (* 18. April 1842 in Hamburg), die Tochter des Hamburger Eichmeisters Georg Repsold (1804–1885), des zweiten Sohnes von Johann Georg Repsold und seit 1825 Hamburger Bürger, und der Maria Amalia Mettlerkamp (1806–1849). Sierich hatte acht Kinder, darunter aus zweiter Ehe, alle in Hamburg geboren, Willy Adolph Sierich (* 14. März 1865), Hugo Adolph Sierich (* 3. Juni 1866) und Annie Gertrud Sierich (* 12. März 1869).

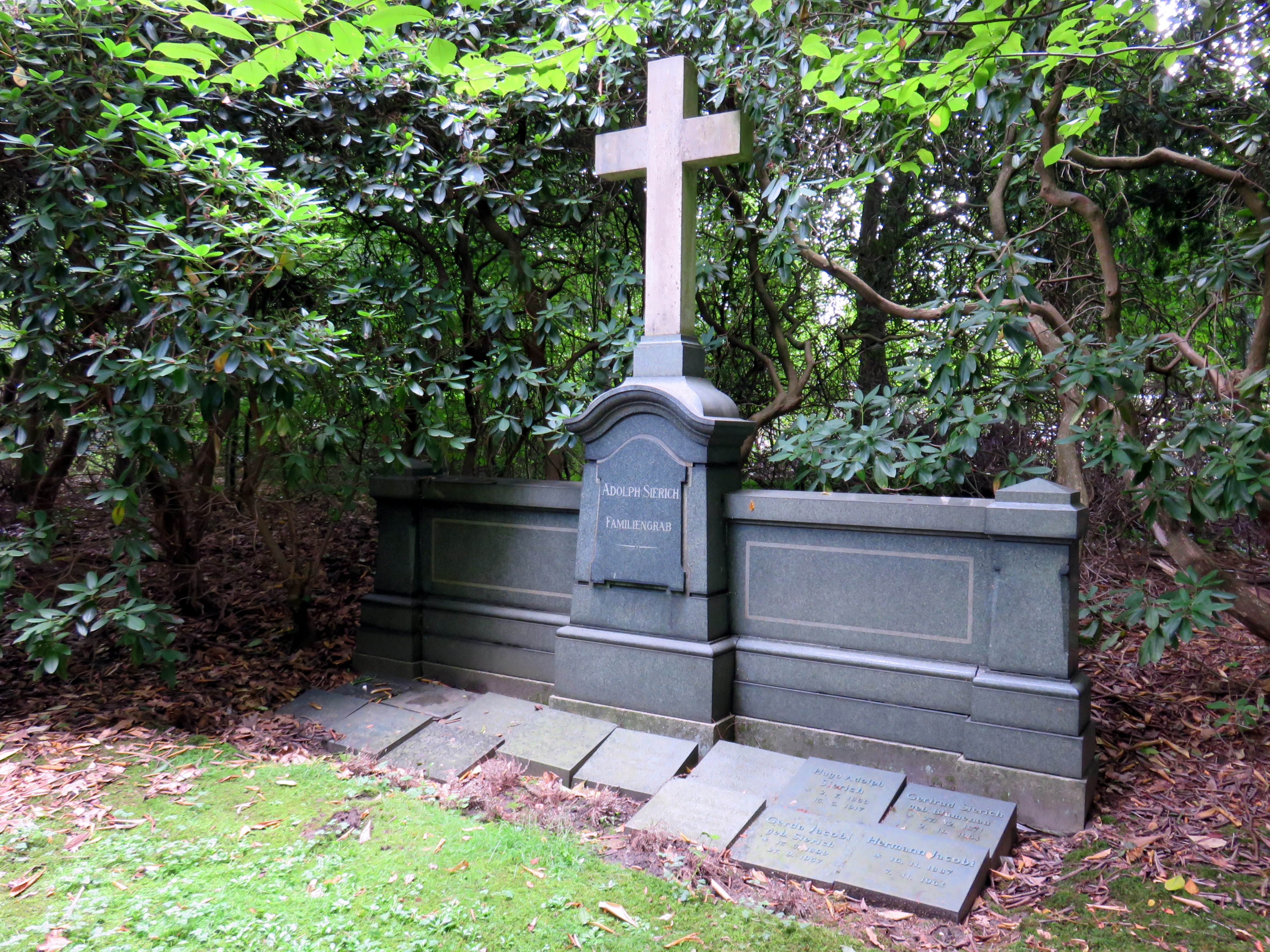
Kissenstein (Mitte) für Adolph Sierich auf dem Friedhof Ohlsdorf

Das Familiengrab Adolph Sierich, das zunächst auf dem Friedhof an der Eppendorfer Landstraße angelegt worden war, wurde nach dessen Aufhebung auf den Friedhof Ohlsdorf überführt und befindet sich dort bei Planquadrat G 5 (Bergstraße, südlich Friedhofsmuseum).

## Sierichsches Gehölz
Das Sierichsche Gehölz war der Privatforst von Adolph Sierich und wurde von seinen Erben 1901 an die Stadt verkauft. Es umfasst 35 Hektar und liegt im westlichen Teil des Hamburger Stadtparks.
Das Sierich'sche Forsthaus in der Otto-Wels-Straße (vormals Hindenburgstraße 1) im Hamburger Stadtpark wurde 1885 im Auftrag von Adolph Sierich für den Aufseher seines Jagdreviers erbaut.

## Nachleben
Nach Adolph Sierich ist seit 1863 die Sierichstraße benannt. Weitere Straßen, die als Privatstraßen angelegt und später in staatsseitige Unterhaltung übergingen, benannte er mit Vornamen von Familienangehörigen:
- Dorotheenstraße: seine Mutter Dorothea, geb. Meyer
- Maria-Louisen-Straße: seine Frau Maria-Louise, geb. Lembcke (erste Ehe)
- Klärchenstraße (ursprünglich Clärchenstraße): seine Frau Clara, geb. Repsold (zweite Ehe)
- Agnesstraße: seine Schwägerin Agnes, geb. Repsold, eine Schwester seiner Frau (zweite Ehe)
- Willistraße: sein Sohn Willy